# Snap! (álbum)
Snap! es el primer álbum recopilatorio de la banda británica The Jam. Fue publicado a través de Polydor Records el 14 de octubre de 1983, un año después de la disolución del grupo. 
El álbum doble incluye los dieciséis sencillos de la banda en el Reino Unido, además de algunos lados B, canciones de álbum y rarezas. Una edición más corta, eliminando los 8 sencillos sin álbum, fue lanzada como un solo CD en 1984 como Compact Snap!.

## Recepción de la crítica
Stephen Thomas Erlewine, crítico de AllMusic, describe Snap! como “el álbum definitivo de The Jam y uno de los mejores álbumes de grandes éxitos de todos los tiempos”.

## Posicionamiento
| Gráfica (1983–84)                 | Pico de posición |
| --------------------------------- | ---------------- |
| Australia (Kent Music Report)     | 70               |
| Nueva Zelanda (Recorded Music NZ) | 22               |
| Reino Unido (UK Albums Chart)     | 2                |

| Gráfica (2005)               | Pico de posición |
| ---------------------------- | ---------------- |
| Irlanda (Irish Albums Chart) | 38               |

## Certificaciones y ventas
| País              | Certificación | Ventas  |
| ----------------- | ------------- | ------- |
| Reino Unido (BPI) | Platino       | 300,000 |